# Višnjevac
Višnjevac är en ort i Kroatien.   Den ligger i länet Baranja, i den östra delen av landet, 210 km öster om huvudstaden Zagreb. Višnjevac ligger 86 meter över havet och antalet invånare är 7 181.
Terrängen runt Višnjevac är mycket platt. Runt Višnjevac är det ganska glesbefolkat, med 38 invånare per kvadratkilometer. Närmaste större samhälle är Osijek, 6,5 km öster om Višnjevac. Runt Višnjevac är det i huvudsak tätbebyggt.